# Tovstrup (Dallerup Sogn)
 For alternative betydninger, se Tovstrup. (Se også artikler, som begynder med Tovstrup)
Tovstrup er en landsby i Midtjylland, beliggende 3 km øst for Sorring, 4 km nord for Låsby, 9 km syd for Hammel og 18 km øst for Silkeborg. Landsbyen hører til Silkeborg Kommune og ligger i Region Midtjylland. 
Tovstrup hører til Dallerup Sogn, og Dallerup Kirke ligger 2 km mod sydvest. I landsbyen ligger Tovstrup Forsamlinghus, opført i 1897.

## Historie
I landsbyens anlæg står en buste af landstingsmand, gårdejer Niels Jensen-Toustrup (1846-1916).

### Jernbanen
Tovstrup havde station på Aarhus-Hammel-Thorsø Jernbane (1902-56). Stationen blev lagt på åben mark 2 km nord for landsbyen for at banen ikke skulle op i bakkerne ved Sorring. Ved stationen blev der straks efter banens åbning solgt byggegrunde, og der opstod det lille samfund Tovstrup Stationsby med ca. 15 huse. Stationsbyens vækst betød dog, at landsbyens udvikling gik i stå. Her stod 20 huse tomme i 1936, og der var siden 1902 kun bygget 2 nye.
1 km øst for landsbyen ligger Tovstrup Mølle, hvor Hammelbanen anlagde et trinbræt 1. oktober 1923.